# Landéda
Landéda är en kommun i departementet Finistère i regionen Bretagne i västra Frankrike. Kommunen ligger i kantonen Lannilis som tillhör arrondissementet Brest. År 2022 hade Landéda 3 695 invånare.

## Befolkningsutveckling
Antalet invånare i kommunen Landéda
Referens:INSEE

## Galleri

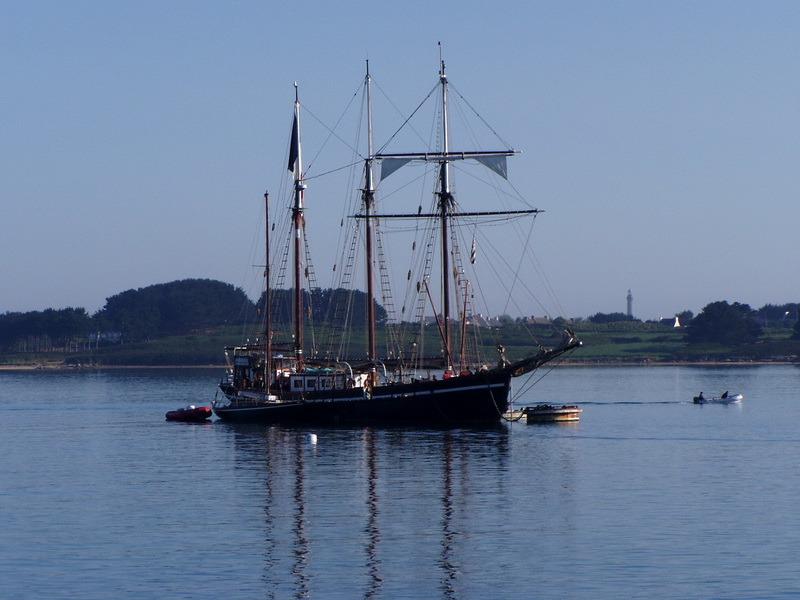
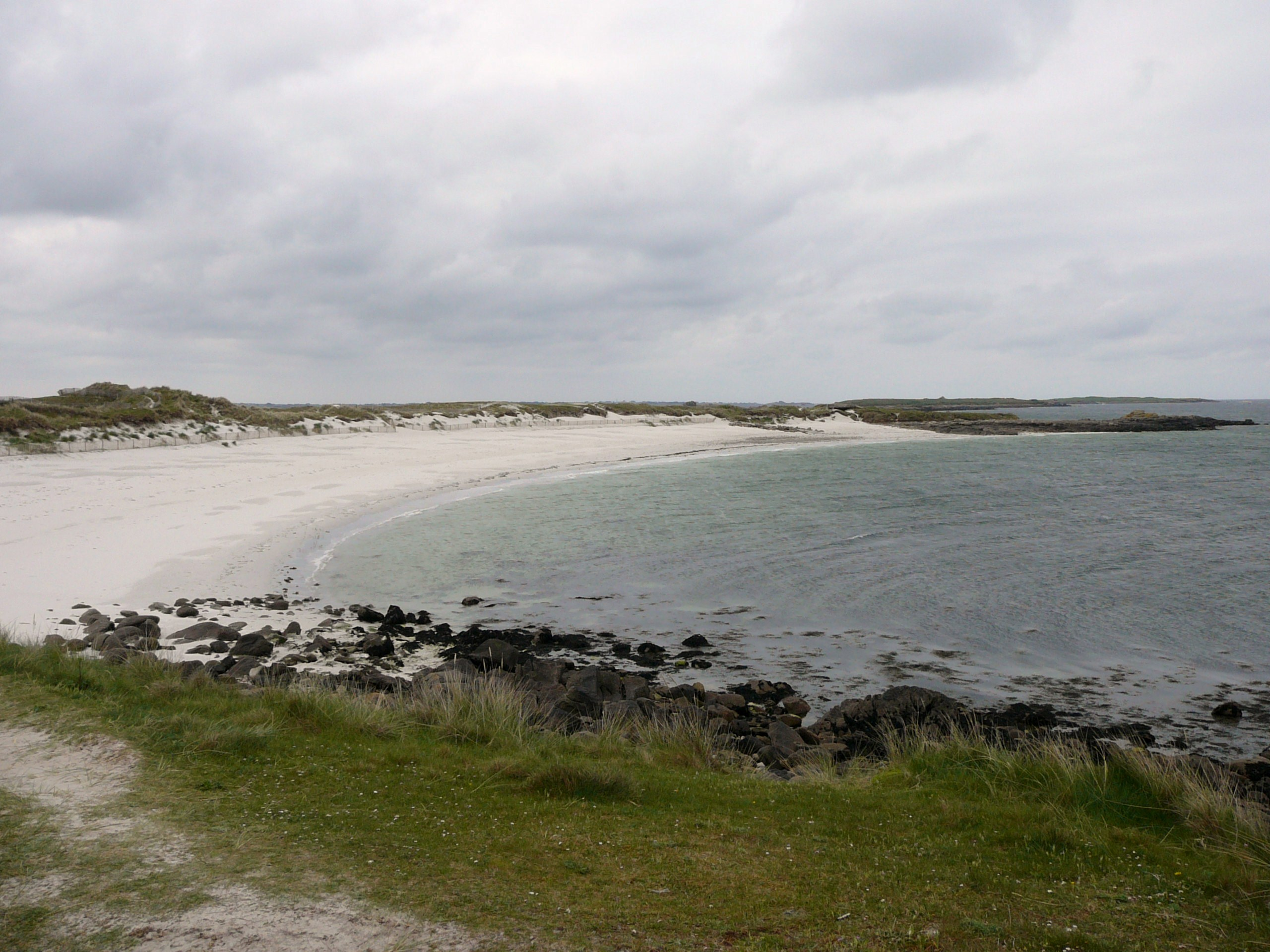
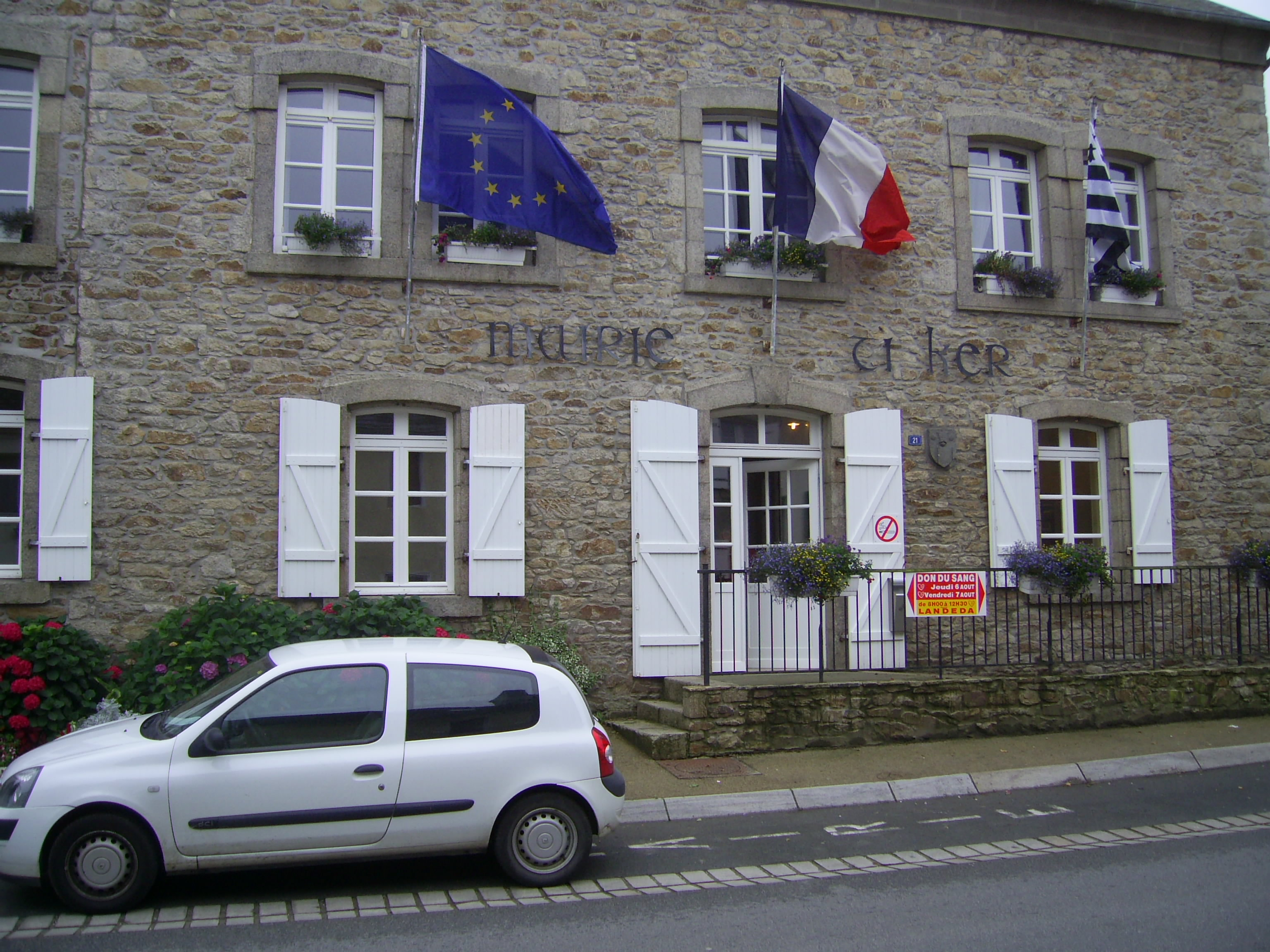
Rådhuset
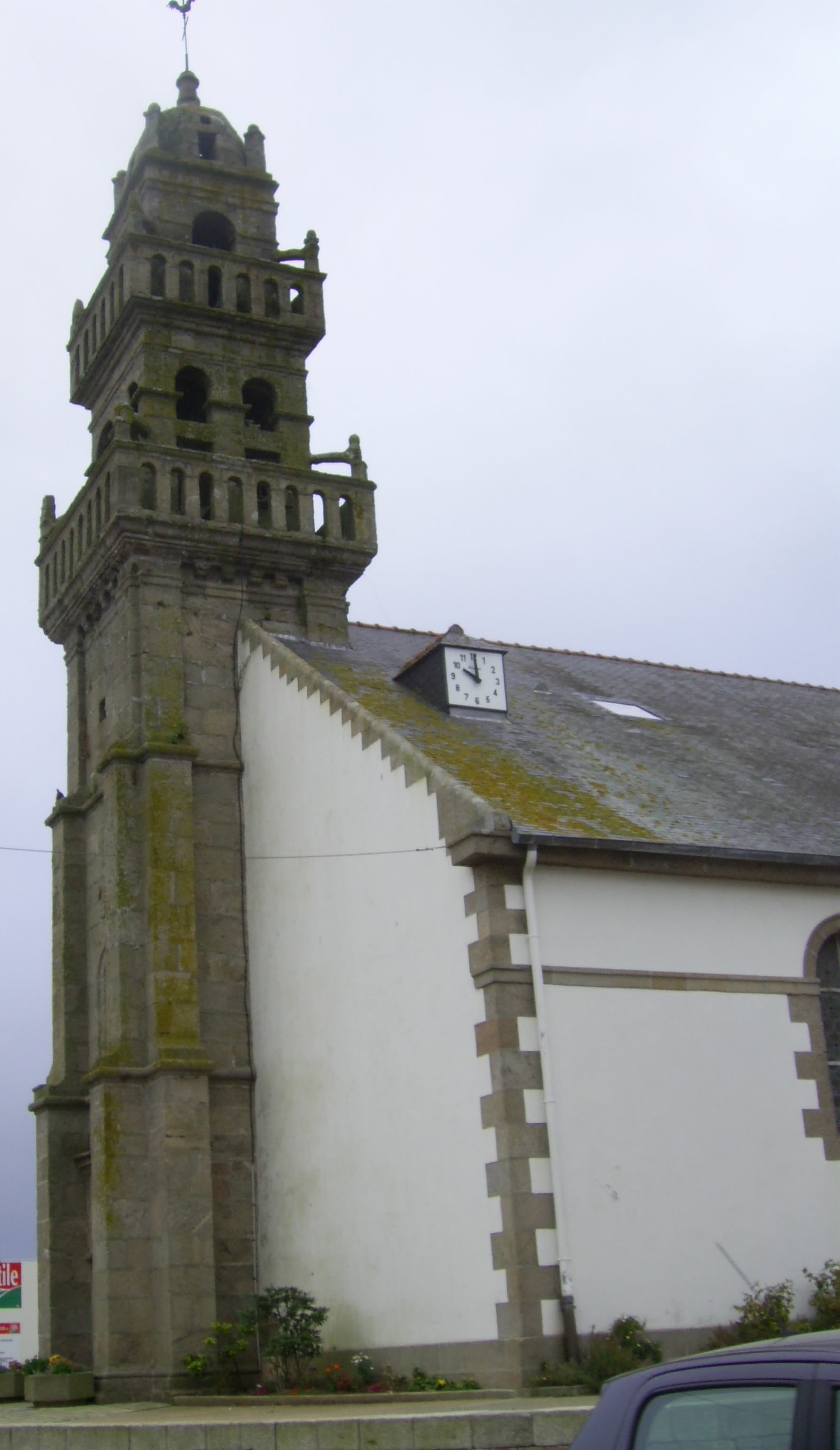